# 一个男人和一个女人 (2024年电影)
《一个男人和一个女人》是2024年中国大陆剧情片，由管虎执导、刘震云总策划，黄渤与倪妮领衔主演。该片入围第26届上海国际电影节金爵奖主竞赛单元，于2024年6月19日举行世界首映。

## 剧情概要
故事背景设定在疫情时期的香港，互不相识的一对男女同时飞抵香港，在等待入关内地期间里他们住在同一家酒店相邻的两个房间里，隔着墙互相诉说自己背负的人生压力。

## 演员
- 黄渤 饰演 男人
- 倪妮 饰演 女人

## 制作
该片于2024年3月获国家电影局批准立项，亦是管虎与黄渤的第12次合作，两人此前合作过《斗牛》《杀生》《厨子戏子痞子》等片。该片故事发生在香港，为表现气象万千的香港，片中配角多数启用香港的年轻演员。

### 创作
导演管虎透露该片片名受1966年的法国同名电影影响，但两片的叙事重点不同，该片融入管虎身边发生的真实情感故事，也加入黄渤的真实经历作为素材，比如他年轻时的音乐梦想和曾经的配音工作。

### 拍摄
该片于2023年5月在香港九龙城拍摄期间发生升降台倒塌事故，造成8名工作人员受伤，其中一人昏迷。

## 评价
上海大学上海电影学院教授程波将该片与管虎的另一作品《狗陣》作对比，认为两部影片在时空设定上展现了导演的独特创作手法，并巧妙地利用空间的限制和扩展来深化故事的内涵和情感表达。该片展现了个体在极端情况下如何建立联系，并透过这种个体经历表达出更广泛的社会隔阂、理解和沟通问题。